# Moschea di Husein Pascià
La moschea di Husein Pascià (in cirillico: Хусеин-пашина џамија) è una moschea ottomana di Pljevlja, nel Montenegro settentrionale.

## Storia e descrizione
La moschea venne costruita nel 1569 per volontà di Husein Pascià Boljanić, governatore ottomano dell'Erzegovina nativo della regione. A dirigere i lavori venne chiamato Mimar Hayruddin, l'architetto del celebre ponte di Mostar.
L'ingresso è preceduto da un portico sorretto da quattro pilastri e sormontato da tre cupole. La moschea presenta una pianta quadrata e la sala della preghiera è sovrastata da una sola grande cupola sorretta da un tamburo esagonale. L'interno dell'edificio, così come le volte del portico, sono riccamente decorate con affreschi policromi a tema floreale e con citazioni del Corano. Gli angoli interni della sala della preghiera, così come l'ingresso, sono caratterizzate da decorazioni a muqarnas. Da segnalare infine il miḥrāb finemente decorato e il minbar in legno anch'esso decorato.
Il minareto, alto 43 m., venne ricostruito nella forma attuale nel 1911. All'interno del complesso della moschea di Husein Pascià vi anche una sadirvan e la torre dell'orologio (sahat kula) alta 25 m.